# فریم‌ورک کامپیوتر
فریم‌ورک کامپیوتر (انگلیسی: Framework Computer) شرکت فناوری اطلاعات آمریکایی است، که در سال ۲۰۲۰ تأسیس شد.